# Totó Caiado
Antônio Ramos Caiado (Goiás, 15 de maio de 1874 – Goiânia, 14 de janeiro de 1967) conhecido também por Totó Caiado, foi um político brasileiro, conhecido por sua atuação na política do Estado de Goiás, no período anterior à Revolução de 1930

## Biografia
Bacharel pela Faculdade de Direito da Cidade de São Paulo, foi intendente municipal, secretário do Interior de Justiça e Segurança Pública e deputado estadual. Lutou ao lado das forças legalistas contra a  Segunda Revolta da Armada, em 1893. É neto de Antônio José Caiado, político de vasta carreira durante o Brasil Império e começo do Brasil República.
Foi fundador e dirigente do jornal A República. Um dos chefes da Revolução de 1909, que marcou a queda do grupo chefiado por José Xavier de Almeida e o início da etapa de domínio político do Partido Democrata (1909-1930). Em 1909 elegeu-se deputado federal por Goiás, reelegendo-se em diversas legislaturas. Combateu, em Goiás, a Coluna Prestes no ano de 1925.
Com o início da Revolução de 1930, Washington Luís designou o então senador Antônio Ramos Caiado como interventor de Goiás para executar o estado de sítio. Após serem interceptadas comunicações de Caiado em que se revelava a intenção de invadir o Triângulo Mineiro, Getúlio Vargas resolveu agir, arregimentando forças em Minas Gerais para combater a frente goiana.
O então presidente de Minas Gerais, Olegário Maciel, aliado de Getúlio Vargas, concedeu a Quintino Vargas, fazendeiro e político de Paracatu, a patente de coronel, equipamentos e autorização para conscrever soldados. Quintino Vargas formou a Coluna Artur Bernardes e, juntamente a outros batalhões mineiros oriundos de Uberlândia e arredores, marchou por solo goiano até chegar à capital, a cidade de Goiás. Caiado foi deposto e formou-se uma junta governativa composta por Mário de Alencastro Caiado, Francisco Emílio Póvoa e Pedro Ludovico Teixeira, sendo o último posteriormente nomeado por Getúlio Vargas como interventor federal, cargo que ocuparia por quinze anos. Maciel chegou a sugerir que Quintino Vargas fosse nomeado interventor de Goiás, o que esse rejeitou, alegando que o estado deveria ser governado por goianos. 
Totó teve diversos filhos e netos que seguiram pelo lado da política, como seu filho Emival Ramos Caiado, que foi deputado, e seu neto Ronaldo Caiado (sobrinho de Emival), atual governador de Goiás.